# Горовой, Григорий Антонович
Григорий Антонович Горовой (29 сентября 1927, д. Малый Имбеж, Сибирский край, СССР — 3 ноября 2021) — советский лётчик-испытатель, Заслуженный лётчик-испытатель СССР (1972), полковник (1968)

## Биография
Родился 29 сентября 1927 года в деревне Малый Имбеж, ныне Партизанского района Красноярского края. Русский.
В 1943 году, окончив неполную среднюю школу, поступил в 12-ю Краснодарскую спецшколу Военно-воздушных сил находившуюся в эвакуации в городе Енисейске, затем был переведён в 10-ю Ростовскую спецшколу ВВС, которую успешно окончил.
В августе 1946 года поступил в Батайское военное авиационное училище летчиков имени А. К. Серова, впоследствии перевёлся в Армавирское военное авиационное училище летчиков.
С 1950 года, после окончания училища, служил на различных должностях лётного состава в строевых частях ВВС Забайкальского военного округа.
С июля 1958 года — лётчик-испытатель Государственного научно-испытательного института ВВС.
Проводил государственные испытания: с 1965 по 1967 год — истребителя МиГ-25П, с 1972 по 1974 год — Ту-128.
Выполнял отдельные испытательские задания на самолетах: МиГ-19, МиГ-21, МиГ-23, МиГ-25, Су-7, Су-9, Су-15, Су-17, Су-24 и их модификациях.
За освоение новой авиационной техники и проявленное при этом мужество Г. В. Горовой был награждён орденами Ленина и Красной Звезды, а в 1972 году ему было присвоено почётное звание «Заслуженный лётчик-испытатель СССР».
В январе 1980 года полковник Горовой уволен в запас. Некоторое время работал заместителем начальника Филиала ЭМЗ имени В. М. Мясищева по лётной службе. Жил в городе Ахтубинске Астраханской области, с 2002 года проживал в городе Жуковском Московской области.
Скончался 3 ноября 2021 года.

## Награды
- орден Ленина (03.04.1975)
- орден Красной Звезды (22.07.1966)
- Медали, в том числе:
  - «За воинскую доблесть. В ознаменование 100-летия со дня рождения Владимира Ильича Ленина» (1970)
  - «Ветеран Вооружённых Сил СССР» (1976)

Почетные звания
- Заслуженный лётчик-испытатель СССР (18.08.1972)